# Marcus Hammond
Marcus Hammond (Queens, 30 giugno 2000) è un cestista statunitense, professionista in Europa.